# Zingiber atroporphyreum
Zingiber atroporphyreum là một loài thực vật có hoa trong họ Gừng. Loài này được Jana Leong-Škorničková và Nguyễn Quốc Bình miêu tả khoa học đầu tiên năm 2015.

## Mẫu định danh
Mẫu định danh: Q.B.Nguyễn VNM-B0002177; thu thập ngày 20 tháng 8 năm 2014 ở cao độ 406 m, Vườn quốc gia Xuân Sơn, huyện Tân Sơn, tỉnh Phú Thọ, Việt Nam. Mẫu holotype lưu giữ tại Vườn Thực vật Singapore (SING), các isotype lưu giữ tại Vườn Thực vật Hoàng gia tại Edinburgh (E), Bảo tàng Lịch sử Tự nhiên Quốc gia Pháp ở Paris (P) và Bảo tàng Tự nhiên Quốc gia Việt Nam ở Hà Nội (VNMN).

## Phân bố
Loài đặc hữu tỉnh Phú Thọ, Việt Nam. Môi trường sống là rừng lá rộng thường xanh ở cao độ 450–620 m, xuất hiện gần các trồi đá vôi nhưng không trên đá vôi thuần túy. Ra hoa tháng 8-9, tạo quả khoảng tháng 10-11.

## Mô tả
Với cụm hoa đầu cành, nó thuộc về tổ Dymczewiczia. Cây thảo, cao 1-1,2 m, phiến lá dầy, hình mác, 25-30 × 2,5-3,7 cm; không cuống lá; lưỡi bẹ dài 3–5 mm, xanh nhạt dần về phía đầu, đầu xẻ 2 thùy ngắn, có lông thưa. Lá bắc gần tròn, xếp lợp lên nhau. Cụm hoa đầu cành có lá; hoa có đài, tràng, hai nhị lép bên màu vàng nhạt, cánh môi màu tía sẫm.